# Cyril Esquirol
Cyril Esquirol, né le 30 juillet 1969 à Grasse, est un ancien pilote de moto français. Il détient le record de victoires sur la Gilles Lalay Classic, la course d'enduro réputée la plus dure du monde.

## Biographie
Esquirol a fait la majorité de sa carrière comme enduriste. En 1990, il devient champion de France d'enduro avec KTM dans la catégorie 125 cm3. Deux ans plus tard, passé chez Husqvarna, il est sacré champion de France d'enduro toutes catégories.
À partir de 1992, il participe à la Gilles Lalay Classic, épreuve imaginée par Gilles Lalay, enduriste disparu à la suite d'un accident lors du Paris-Dakar 1992. Les deux premières années, il termine la course sans jouer la victoire,. C'est Sven-Erik Jönsson qui s'impose deux éditions de suite.
Mais Esquirol connaît sa première victoire sur la Gilles Lalay Classic en 1994, parvenant à battre Jönsson, deuxième.
En 1995, il s'impose de nouveau dans une édition d'anthologie au cours de laquelle ils ne sont que quatre pilotes à terminer la course et à rallier la côte du Corbeau Mort, où est jugée l'arrivée. Derrière Esquirol, vainqueur, on retrouve Laurent Charbonnel, Stéphane Peterhansel et Arnaldo Nicoli.
En tout début d'année 1996, il participe au Paris-Dakar sur une moto Cagiva. Victime d'une chute lors de la 11e étape, il est blessé à la main et contraint à l'abandon. Cette blessure l'empêche de participer à la Gilles Lalay Classic en 1996. C'est la seule fois de sa carrière qu'il n'est pas au départ de l'épreuve.
Il revient sur la « GLC » en 1997 et termine sur le podium, avant de s'imposer de nouveau en 1998 et 1999. En 2001, pour la dernière édition de l'épreuve, il abandonne. C'est la seule fois de sa carrière qu'il prend le départ de la Gilles Lalay Classic mais n'est pas à l'arrivée.
En 2011, il décide de revenir sur le Dakar plus de quinze ans après sa première participation. Victime d'une chute sur la première étape, il doit abandonner et fait ensuite une croix sur la compétition à moto.
À partir de 2012, il devient cependant copilote de Jean-Louis Schlesser dans un buggy et participe à l'Africa Eco Race. Le duo remporte l'épreuve en 2012 et 2013.

## Palmarès
- Vainqueur de la Gilles Lalay Classic  : 1994, 1995, 1998 et 1999
- Champion de France d'enduro : 1990, 1992
- Podium au Champion de France d'enduro : 1993, 1994, 1995, 1996, 1998, 1999, 2001
- Vainqueur de la Grappe de Cyrano : 1999
- Podium du Trèfle lozérien (6 fois) : 1992, 1993, 1994, 1995, 1997 et 2003